# Pljussa

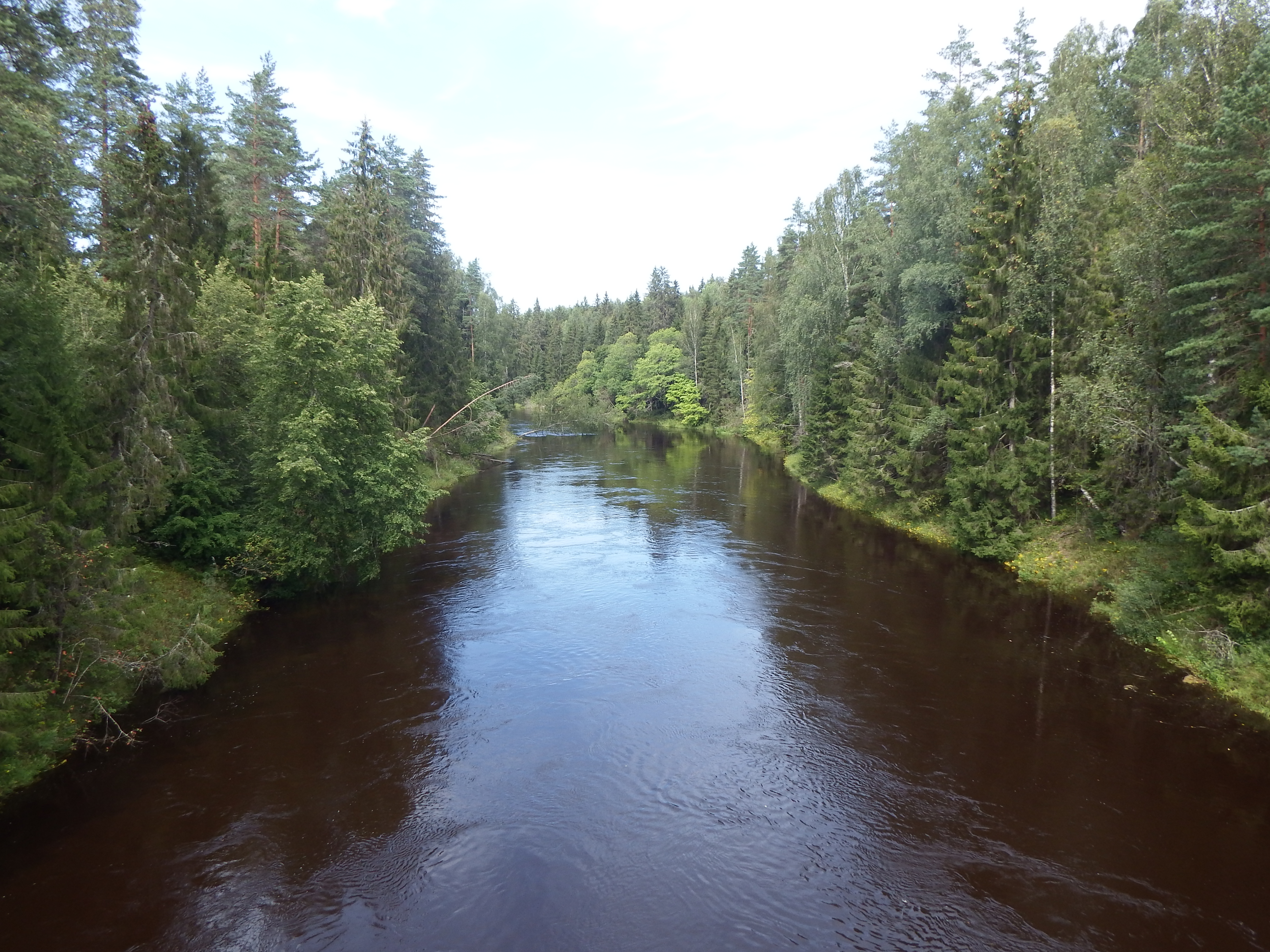
Floden Pliussa, nära Serbino

Pljussa (även Plysaströmmen m.fl. namnformer), ty. Plüsmund, ry. Pljussa, är en biflod till Narvafloden, som rinner in i huvudfloden strax ovanför staden Narva, efter ett lopp av 240 km. 
Vid mynningen av denna ström, som ett stycke bildade gräns emellan Sverige och Ryssland, fördes flera gånger under 1500- och 1600-talet underhandlingar mellan svenska och ryska fullmäktige. Särskilt må nämnas 
- det där för tre år avslutade stilleståndsfördraget 10 augusti 1583,
- det fyraåriga stillestånd, som ingicks där 19 december 1585, och
- fördraget av 12 oktober 1666, som var avsett att "ställa det kardiska evigvarande fredsfördraget uti sin fullkomlighet".